# Ronde van Okinawa 2013
De 25e editie van de wielerwedstrijd Ronde van Okinawa werd gehouden op 10 november 2013. De start en finish vonden plaats in Nago. De wedstrijd maakt deel uit van de UCI Asia Tour 2014, in de categorie 1.2. In 2012 won de Australiër Thomas Palmer. Dit jaar won de Japanner Sho Hatsuyama.

## Uitslag
| Plaats  | Naam                 | Ploeg              | Tijd     |
| ------- | -------------------- | ------------------ | -------- |
| Winnaar | Sho Hatsuyama        | Bridgestone Anchor | 5u22'46" |
| 2       | José Toribio Alcolea | Ukyo               | z.t.     |
| 3       | King Wai Cheung      | Hongkong           | z.t.     |
| 4       | William Walker       | Drapac             | z.t.     |
| 5       | Koos Jeroen Kers     |                    | z.t.     |
| 6       | Masaru Fukuhara      | Utsunomiya Blitzen | z.t.     |
| 7       | Akihiro Takaoka      |                    | z.t.     |
| 8       | Lars van de Vall     |                    | + 4"     |
| 9       | Sea Keong Loh        | OCBC Singapore     | + 7"     |
| 10      | Vicente Garcia       | Matrix Powertag    | + 0"     |
| 11      | Kazuhiro Mori        | Aisan              | + 52"    |
| 12      | Thomas Palmer        | Drapac             | + 1'36"  |
| 13      | Eiichi Hirai         | Bridgestone Anchor | z.t.     |
| 14      | Yasuharu Nakajima    | Aisan              | z.t.     |
| 15      | Yasuke Hatanaka      | Shimano            | z.t.     |
| 16      | Ohko Shimizu         |                    | z.t.     |
| 17      | Mariusz Wiesiak      | Matrix Powertag    | z.t.     |
| 18      | Ryoma Nonaka         | Shimano            | z.t.     |
| 19      | Manabu Ishibashi     |                    | z.t.     |
| 20      | Masahiko Yasui       | Shimano            | z.t.     |

## UCI Asia Tour
In deze Ronde van Okinawa zijn punten te verdienen voor de ranking in de UCI Asia Tour 2014. Enkel renners die uitkomen voor een (pro-)continentale ploeg, maken aanspraak om punten te verdienen.
| # | Renner               | Ploeg              | Punten |
| - | -------------------- | ------------------ | ------ |
| 1 | Sho Hatsuyama        | Bridgestone Anchor | 40     |
| 2 | José Toribio Alcolea | Ukyo               | 30     |
| 3 | King Wai Cheung      |                    | 16     |
| 4 | William Walker       | Drapac             | 12     |
| 5 | Koos Jeroen Kers     |                    | 10     |
| 6 | Masaru Fukuhara      | Utsunomiya Blitzen | 8      |
| 7 | Akihiro Takaoka      |                    | 6      |
| 8 | Lars van de Vall     |                    | 3      |